# Германски езици
Германските езици образуват един от клоновете на индоевропейското езиково семейство и са говорени от германските народи, които обитават Централна и Северна Европа, на север от границите на Римската империя.
Предполага се, че всички германски езици произлизат от хипотетичен старогермански език.
Разделението между подгрупите обикновено не е точно определено. Повечето езици образуват непрекъсната област, като съседните диалекти са взаимно разбираеми, а по-отдалечените не са.
Германските езици се разделят на следните 3 групи:
- западногермански езици – включват езици, като английски, немски, нидерландски, идиш, люксембургски, африканс, западнофризийски, сатерландски и севернофризийски
- източногермански езици (изчезнали) – готски (единственият източногермански език със значително количество писмени източници), бургундски и вандалски
- северногермански езици – континентални: шведски, датски и норвежки островни: фарьорски и исландски